# 구일미
구일미(이탈리아어: Guilmi)는 이탈리아 아브루초주 키에티현에 있는 코무네이다.